# Havørnen (film fra 1924)
Havørnen (originaltitel The Sea Hawk) er en amerikansk stumfilm fra 1924 instrueret af Frank Lloyd.

## Medvirkende
- Milton Sills som Sir Oliver Tressilian
- Enid Bennett som Lady Rosamund Godolphin
- Lloyd Hughes som Lionel Tressilian
- Wallace Beery som Jasper Leigh
- Marc McDermott som Sir John Killigrew
- Wallace MacDonald som Peter Godolphin
- Bert Woodruff som Nick
- Claire Du Brey som Siren